# Viburnum platyphyllum
Viburnum platyphyllum är en desmeknoppsväxtart som beskrevs av Merrill. Viburnum platyphyllum ingår i släktet olvonsläktet, och familjen desmeknoppsväxter. Inga underarter finns listade i Catalogue of Life.